# Christian Delarbre

Wappen von Christian Louis André Delarbre

Christian Louis André Delarbre (* 5. September 1964 in Châlons-en-Champagne) ist ein französischer Geistlicher und römisch-katholischer Erzbischof von Aix.

## Leben
Christian Delarbre absolvierte zunächst ein Ingenieurstudium an der École Centrale de Lyon und war danach zwei Jahre lang in Togo tätig. Anschließend trat er in das Priesterseminar des Erzbistums Toulouse ein und studierte am Katholischen Institut von Toulouse. Am 19. Mai 1996 empfing er das Sakrament der Priesterweihe für das Erzbistum Auch.
Nach der Priesterweihe war er zehn Jahre lang Kaplan und Jugendseelsorger in L’Isle-Jourdain. Während dieser Zeit absolvierte er weitere Studien am Katholischen Institut von Toulouse und wurde zum Dr. theol. promoviert. Von 2006 bis 2012 war er Bischofsvikar für die Jugendseelsorge und Mitglied des bischöflichen Rates. Außerdem war er von 2007 bis 2012 Pfarrer seiner bisherigen Kaplansgemeinde in L’Isle-Jourdain. Von 2013 bis 2018 war er Generalvikar des Erzbistums Auch sowie Verantwortlicher für die Ausbildung der Ständigen Diakone in der Kirchenprovinz Toulouse. Nachdem er bereits seit 1996 einen Lehrauftrag für Ekklesiologie am Katholischen Institut von Toulouse gehabt hatte, wurde er 2018 dessen Rektor.
Papst Franziskus ernannte ihn am 4. Juli 2022 zum Erzbischof von Aix. Der Erzbischof von Marseille, Jean-Marc Kardinal Aveline, spendete ihm am 2. Oktober desselben Jahres in der Kathedrale von Aix-en-Provence die Bischofsweihe. Mitkonsekratoren waren der Erzbischof von Auch, Bertrand Lacombe, und der Erzbischof von Avignon, François Fonlupt.